# Scandinavian Race Uppsala
La Scandinavian Race Uppsala (Skandisloppet jusqu'en 2007) est une course cycliste suédoise disputée dans la commune d'Uppsala. Créée en 1909, elle fait partie de l'UCI Europe Tour depuis 2005, en catégorie 1.2. Elle est par conséquent ouverte à d'éventuelles équipes continentales professionnelles suédoises, aux équipes continentales, à des équipes nationales et à des équipes régionales ou de clubs. Les UCI ProTeams (première division) ne peuvent pas participer.
L´épreuve est organisée par Upsala Cykelklubb et UNT Bike Week-End.

## Palmarès
| Année     | Vainqueur            | Deuxième                   | Troisième               |
| --------- | -------------------- | -------------------------- | ----------------------- |
| 1909      | Alex Ekström         |                            |                         |
| 1910      | Arvid Pettersson     |                            |                         |
| 1911      | Erik Blomgren        |                            |                         |
| 1912      | Henrik Morén         |                            |                         |
| 1913      | Karl Landsberg       |                            |                         |
| 1914      | Karl Landsberg       |                            |                         |
| 1915      | Ragnar Malm          |                            |                         |
| 1916      | Axel Eriksson        |                            |                         |
| 1917      | Ragnar Malm          |                            |                         |
| 1918      | Ragnar Malm          |                            |                         |
| 1919      | Ragnar Malm          |                            |                         |
| 1920      | Harry Stenqvist      |                            |                         |
| 1921      | Algot Persson        |                            |                         |
| 1922      | Ragnar Malm          |                            |                         |
| 1923      | Sigfrid Lundberg     |                            |                         |
| 1924      | Ragnar Malm          |                            |                         |
| 1925      | Karl Lundberger      |                            |                         |
| 1926      | Henry Hansen         |                            |                         |
| 1927      | Henry Hansen         |                            |                         |
| 1928      | Henry Hansen         |                            |                         |
| 1929      | Henry Hansen         |                            |                         |
| 1930      | Henry Hansen         |                            |                         |
| 1931      | Henry Hansen         |                            |                         |
| 1932      | Martin Lundin        |                            |                         |
| 1933      | Bernhard Britz       |                            |                         |
| 1934      | Sven Thor            |                            |                         |
| 1935      | Berndt Carlsson      |                            |                         |
| 1936      | Ingvar Eriksson      |                            |                         |
| 1937      | Martin Lundin        |                            |                         |
| 1938      | Ingvar Eriksson      |                            |                         |
| 1939      | Harry Jansson        |                            |                         |
| 1940      | Sven Johansson       |                            |                         |
| 1941      | Bengt Malmgren       |                            |                         |
| 1942      | Martin Lundin        |                            |                         |
| 1943      | Gunnar Jansson       |                            |                         |
| 1944      | Erik Törnblom        |                            |                         |
| 1945      | Halle Janemar        |                            |                         |
| 1946      | Harry Jansson        |                            |                         |
| 1947      | Ingvar Eriksson      |                            |                         |
| 1948      | Sven Johansson       |                            |                         |
| 1949      | Yngve Lundh          |                            |                         |
| 1950      | Ingvar Birgersson    |                            |                         |
| 1951      | Sven Johansson       |                            |                         |
| 1952      | Sven Johansson       |                            |                         |
| 1953      | Allan Carlsson       |                            |                         |
| 1954      | Arne Tevall          |                            |                         |
| 1955      | Eluf Dalgaard        |                            |                         |
| 1956      | Danemark             |                            |                         |
| 1957      | Nils Körberg         |                            |                         |
| 1958      | Owe Adamsson         |                            |                         |
| 1959      | Göte Sundell         |                            |                         |
| 1960      | Rune Nilsson         |                            |                         |
| 1961      | Owe Adamsson         |                            |                         |
| 1962      | Owe Adamsson         |                            |                         |
| 1963      | Göte Sundell         |                            |                         |
| 1964      | Göran Wagman         |                            |                         |
| 1965      | Jupp Ripfel          |                            |                         |
| 1966      | Paul Munther         |                            |                         |
| 1967      | Gösta Pettersson     |                            |                         |
| 1968      | Bo Anderberg         |                            |                         |
| 1969      | Jupp Ripfel          |                            |                         |
| 1970      | Sune Wennlöf         |                            |                         |
| 1971      | Roine Grönlund       |                            |                         |
| 1972      | Mats Mikiver         |                            |                         |
| 1973      | Lars Gustafsson      |                            |                         |
| 1974      | Ronnie Carlsson      |                            |                         |
| 1975      | Alf Segersäll        |                            |                         |
| 1976      | Svein Langholm       |                            |                         |
| 1977      | Bernt Scheler        |                            |                         |
| 1978      | Thomas Eriksson      |                            |                         |
| 1979      | Sixten Wackström     |                            |                         |
| 1980      | Per Christiansson    |                            |                         |
| 1981      | Per Christiansson    |                            |                         |
| 1982      | Juha Narkiniemi      |                            |                         |
| 1983      | Bengt Asplund        |                            |                         |
| 1984      | Håkan Larsson        |                            |                         |
| 1985      | HAnders Johansson    |                            |                         |
| 1986      | Roul Fahlin          |                            |                         |
| 1987      | Magnus Knutsson      |                            |                         |
| 1988      | Klas Johansson       |                            |                         |
| 1989      | Peter Pegestam       |                            |                         |
| 1990      | Hans Kindberg        |                            |                         |
| 1991      | Magnus Knutsson      |                            |                         |
| 1992      | Johan Fredriksson    |                            |                         |
| 1993      | Klas Johansson       |                            |                         |
| 1994      | Patrik Serra         |                            |                         |
| 1995      | Vegard Øverås-Lied   |                            |                         |
| 1996      | Vegard Øverås-Lied   |                            |                         |
| 1997      | Kristoffer Johansen  |                            |                         |
| 1998      | Marcin Sapa          |                            |                         |
| 1999      | Göran Enström        |                            |                         |
| 2000      | Stefan Adamsson      |                            |                         |
| 2001      | Magnus Lömäng        |                            |                         |
| 2002      | Tobias Lergard       |                            |                         |
| 2003      | Fredrik Ericsson     |                            |                         |
| 2004      | Lucas Persson        |                            |                         |
| 2005      | Lucas Persson        | Marcus Svensson            | Mattias Carlzon         |
| 2006      | Lucas Persson        | Tommi Martikainen          | Jan Mattsson            |
| 2007      | Mattias Westling     | Jan Mattsson               | Christofer Stevenson    |
| 2008      | Morten Høberg        | Thomas Bendixen            | Michael Stevenson       |
| 2009      | Jonas Aaen Jørgensen | Christofer Stevenson       | Philip Nielsen          |
| 2010      | Philip Nielsen       | Patrik Stenberg            | Øystein Stake Laengen   |
| 2011      | Andžs Flaksis        | Armands Becis              | Michael Stevenson       |
| 2012      | Jonas Ahlstrand      | Michael Olsson             | Edvin Wilson            |
| 2013      | Alexander Gingsjö    | Markus Johansson           | Toms Skujins            |
| 2014      | Jonas Aaen Jørgensen | Marcus Svensson            | Yannick Janssen         |
| 2015      | Nicolai Brøchner     | Ludvig Bengtsson           | Casper Pedersen         |
| 2016      | Syver Wærsted        | Ludvig Bengtsson           | Nicolai Brøchner        |
| 2017      | Nicolai Brøchner     | Morten Øllegaard           | Rasmus Christian Quaade |
| 2018      | Trond Trondsen       | Nicklas Amdi Pedersen      | Niklas Larsen           |
| 2019      | Rasmus Bøgh Wallin   | Jonas Aaen Jørgensen       | Mathias Matz            |
| 2020-2021 | annulé               | annulé                     | annulé                  |
| 2022      | Rasmus Bøgh Wallin   | Nils Lau Nyborg Broge (da) | Mathias Larsen          |